# Pfalz D.III
Pfalz D.III – niemiecki samolot myśliwski z okresu I wojny światowej.

## Historia

Silnik Mercedes D.IIIa eksponowany w MLP w Krakowie

Niemieckie zakłady Pfalz-Flugzeugwerke produkowały samoloty od 1913 roku, głównie na licencji. Oblatany wiosną 1917 roku dwupłatowiec myśliwski Pfalz D.III był pierwszą oryginalną konstrukcją zakładów, opracowaną przez zespół konstruktorów pod kierownictwem Rudolfa Gehringera. Na początku 1918 roku samolot zmodyfikowano tworząc wersję D.IIIa, o bardziej zaokrąglonych końcówkach stateczników i płatów, napędzaną mocniejszym silnikiem Mercedes D.IIIa o mocy 133 kW (180 KM) (przeniesiono w niej też karabiny maszynowe z wnętrza kadłuba na grzbiet przed kabiną pilota). Ogółem wyprodukowano ok. 1000 samolotów wersji D.III i D.IIIa, jednak nie były one zbyt popularne wśród pilotów ze względu na niską prędkość poziomą. Ich zaletą była natomiast doskonała widoczność z kabiny i wysoka wytrzymałość płatowca dzięki zastosowaniu skorupowej konstrukcji kadłuba. W ciągu lata 1918 roku rozpoczęto wycofywanie tych samolotów z frontu i w sierpniu pozostało ich tylko 166 sztuk.

## Opis konstrukcji
Był to jednomiejscowy dwupłat konstrukcji drewnianej. Kadłub skorupowy z pasków trójwarstwowego forniru pokryty następnie płótnem, o bardzo dobrym kształcie aerodynamicznym. Skrzydła dwudźwigarowe, połączone słupkami. Uzbrojenie: 2 zsynchronizowane karabiny maszynowe Spandau LMG 08/15 kalibru 7,92 mm umieszczone wewnątrz kadłuba (D.III) lub na jego grzbiecie (D.IIIa).